# Shachia subrosea
Shachia subrosea är en fjärilsart som beskrevs av Matsumura 1919. Shachia subrosea ingår i släktet Shachia och familjen tandspinnare. Inga underarter finns listade i Catalogue of Life.